# Kedabečki rajon
Kedabečki rajon (azerski: Gədəbəy rayonu) je jedan od 66 azerbajdžanskih rajona. Kedabečki rajon se nalazi na zapadu Azerbajdžana na granici s Armenijom. Središte rajona je Kedabek. Površina Kedabečkog rajona iznosi 1.290 km². Kedabečki rajon je prema popisu stanovništva iz 2009. imao 93.719 stanovnika, od čega su 46.610 muškarci, a 47.109 žene.
Kedabečki rajon se sastoji od 44 općine.